# Rc-lok
Rc-lok är Sveriges genom tiderna största lokserie. Rc-loken är eldrivna och har dragit såväl gods- som persontåg i alla delar av Sverige. Rc-loken skiljer från de tidigare svenska serierna genom att Rc har tyristorstyrda likströmsmotorer.
Totalt har 366 Rc-lok levererats till Statens Järnvägar (SJ). Efter delningen av Statens Järnvägar har loken hamnat hos SJ AB, Green Cargo och affärsverket Statens järnvägar, samt sålts vidare till mindre godstågsoperatörer. Loken tillverkades mellan 1967 och 1988. Föregångaren till Rc-loken var prototyplok av typen Rb-lok, som tillverkades 1962. Beteckningen "Rc" betyder att det är huvudlittera "R" och underlittera c som betyder att det är den tredje varianten inom detta huvudlittera. Rc-loken kan multipelköras upp till tre stycken och är multipelkörbart också med lok av typen Rm. De enda tåg som i högre grad utnyttjat den möjligheten är malmtåg, som då använt tre Rm-lok eller Rm+Rc4+Rm. Övriga godståg i Sverige är inte så tunga att det behövs, det vanliga är ett eller två lok även om tre Rc-lok ibland har utnyttjats i ståltåg. Nackdelar med de tyristorstyrda Rc-loken har varit problem med telestörrningar, samt dålig effektfaktor vid start på grund av övertonsbildning av tyristorstyrningen. Lokens reaktiva effektbehov tillgodoses genom kondensatorer om 720 kVAr per lok.
I Sverige är Rc-loken än idag den vanligaste loktypen, men persontågen har allt mer sällan Rc-lok som dragkraft. Persontågen körs oftast med motorvagnar. Motorvagnar är snabbare både i acceleration och ofta toppfart. De personvagnar som finns i SJ:s persontågsflotta dras dock uteslutande av Rc-lok.

## Historia
Rc-modellen framtogs av svenska ASEA på 1960-talet. Den dök upp första gången 1967 för att ersätta de äldre D-loken. Noterbar för Rc-lokets utveckling och framtagande var ASEA:s anläggningschef och chefsingenjör Tore Nordin. De första Rc-modellerna var kända för att använda tyristorer istället för det äldre reläbaserade systemet.

### Versioner
Totalt har Rc-loket funnits i sju olika versioner (om man inte räknar med specialvarianten Rm), varav fem finns kvar sedan både Rc5 och Rc7  blivit ombyggda till Rc6. Dessutom har modifierade versioner av Rc-loket exporterats till bland annat Norge (NSB), Österrike (ÖBB), Iran (RAI) och USA (operatörerna Amtrak, New Jersey Transit, MARC och SEPTA).

### Rc1

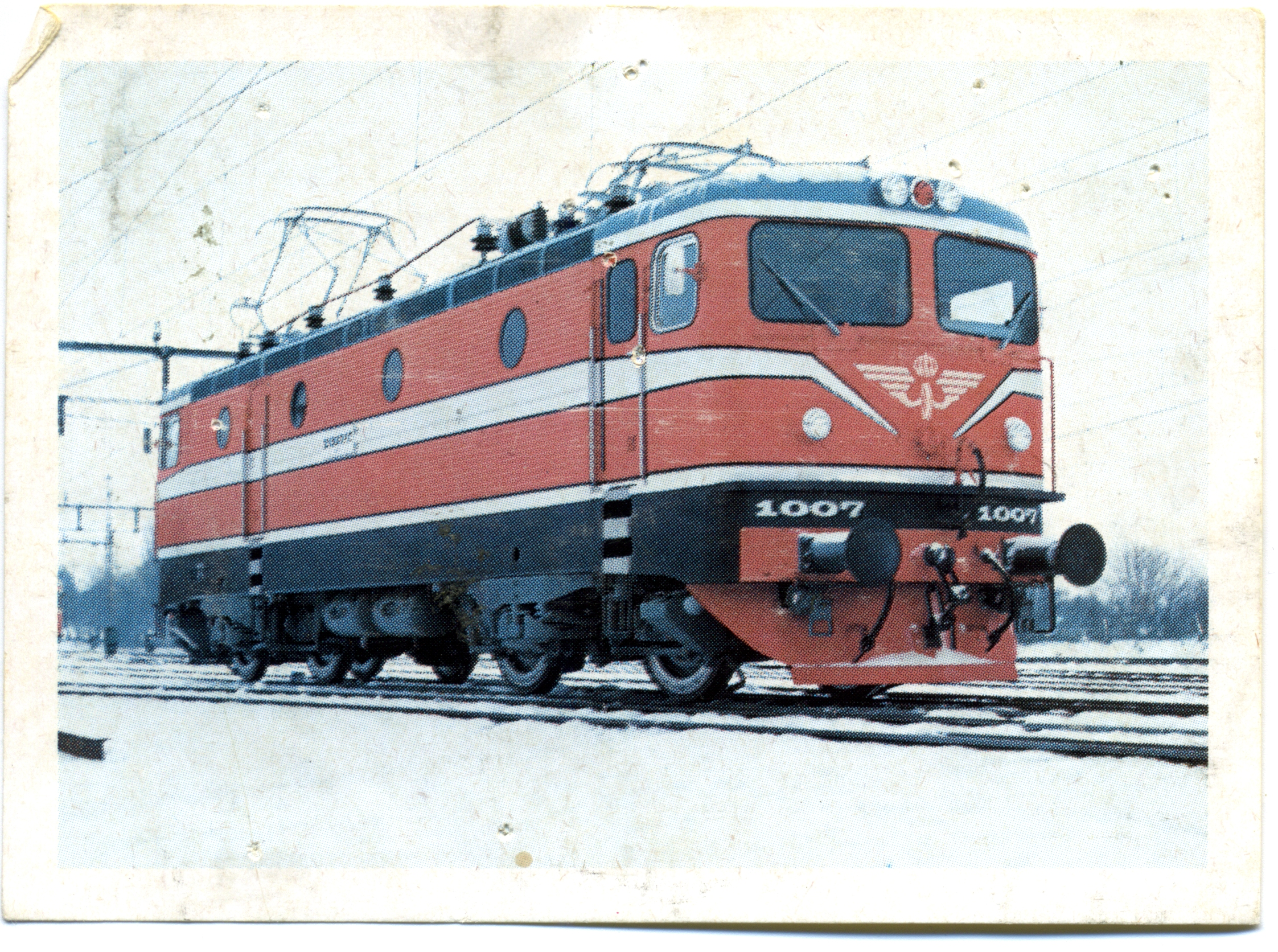
Rc1 1007, under en provkörning, januari 1967

Första versionen Rc-lok levererades under 1967 och hade då endast beteckningen Rc. Dessa lok utfördes med tre seriekopplade halvstyrda bryggor per motor. Först när Rc2 beställts ändrades beteckningen till Rc1. Totalt byggdes 20 stycken Rc1. Rc-loken användes till en början främst i expresståg men sattes senare in som dragkraft i alla sorters tåg. I början på 1990-talet visste inte SJ vad de skulle göra med Rc1 och valde mellan att skrota dem eller modernisera dem. Valet föll på senare alternativet och samtliga Rc1 moderniserades med nya luftintag, radiostyrning och målades blå utvändigt. De nya luftintag som Rc1 försågs med skiljer sig från de som sitter på Rc2,3 och 4 då Rc1 fått nya luftintag längs hela takkanten till skillnad från Rc2-4 som endast fått nya luftintag i ändarna på taket. Samtidigt blev Rc1-lokens huvudsakliga arbetsområde som växellok på större bangårdar. Rc1 fick en röd uppdragen rand som markerar den ände som är "fram" då loket radiostyrs. 2001 överfördes samtliga Rc1 till Green Cargo som använde loken främst till växling i bland annat Hallsberg, Sävenäs och Borlänge. Rc1-loken avvecklades emellertid och Green Cargos sista lok togs ur tjänst i juni 2015. Idag finns fem Rc1-lok kvar, bland annat har Sveriges järnvägsmuseum bevarat det första Rc-loket, Rc1 1007, och återställt det till 1970-talsskick.

### Rc2

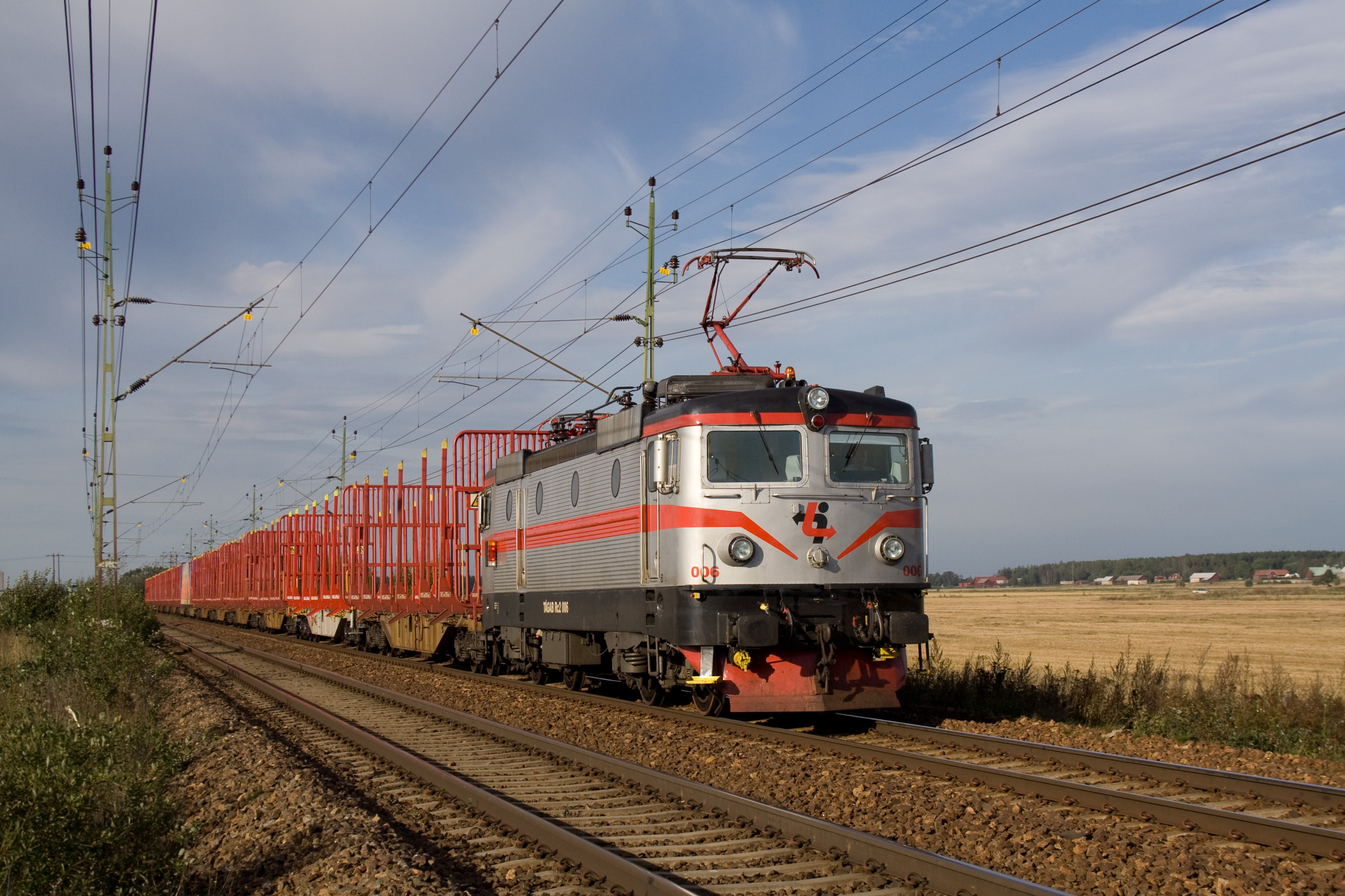
Ett av Tågabs f.d. österrikiska Rc2 utanför Hallsberg. Samma lok kan ses i österrikiska färger längre ner på sidan.

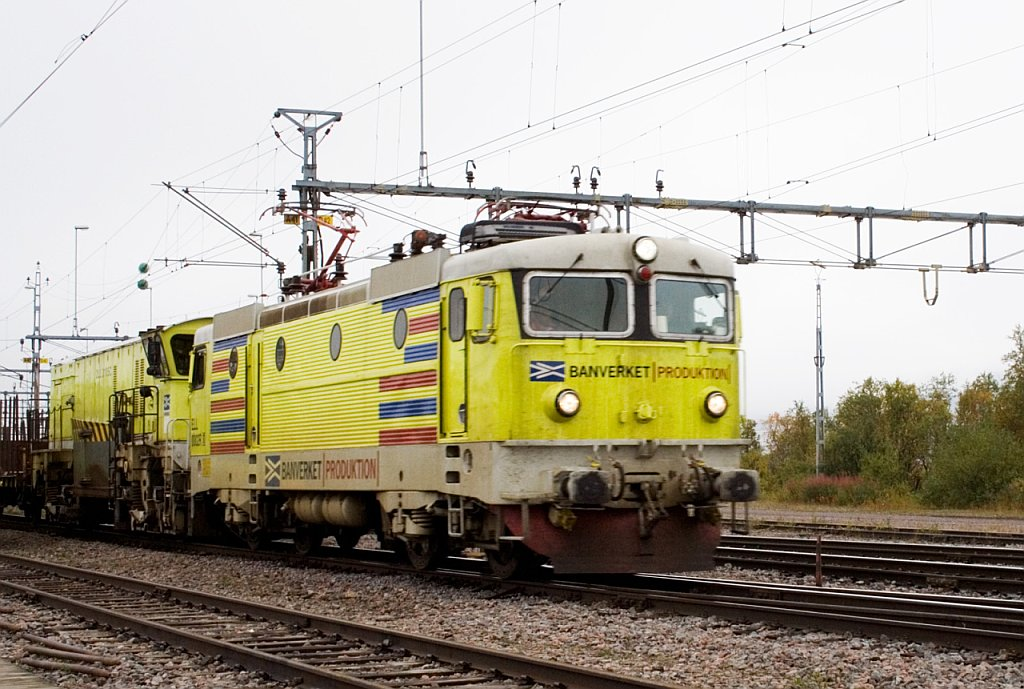
Rc2ÖBB i Banverkets färger.

Den andra versionen, en förbättrad Rc, började levereras 1969 och de sista Rc2 levererades 1975. Dessa lok utfördes med två seriekopplade halvstyrda bryggor per motor. Rc2 användes precis som Rc1 till att dra alla sorters tåg i början. Vid delningen av SJ hamnade alla Rc2 hos Green Cargo och nuförtiden drar det uteslutande godståg. Omkring trettio Rc2 byggdes på nittiotalet om till Rc3. Dessa hamnade, precis som alla andra Rc3 hos SJ AB vid SJ:s delning. I början på 2000-talet hyrdes ett par Rc2 ut till Tågkompaniet för deras trafik på Malmbanan. Dessa byttes dock rätt snart ut mot Rc6 efter att Statens Järnvägar delats och samtliga Rc2 hamnat hos Green Cargo som använder Rc2 i Sverige, främst söder om Sundsvall.
Österrikiska järnvägarna lånade 1970 Rc2 1049 för att testa om tyristorlok kunde effektivisera trafiken på bergigare linjer. Testkörningarna visade att så var fallet och resulterade i en order på 10 lätt modifierade Rc2 som i Österrike fick littera 1043. 1043-loken fick ett slirskydd som kallas pressduktorsystem. Lok nummer 5 skadades svårt vid en verkstadsolycka och blev därefter reservdelsförråd, de nio kvarvarande köptes 2001 av Tågab och används nu av Tågab och Banverket. Tre av loken var ett tag hyrda av  TGOJ samtidigt som de hyrde El16 av Tågkompaniet. Green Cargo, som ägde TGOJ, hyrde dock ut Rc-omlopp till TGOJ varpå de österrikiska loken gick tillbaka till Tågab. Loken har inte målats om hos Tågab utan går fortfarande i TGOJ:s grönblåa färger fast med Tågab-loggor. Lok nummer 4 skadades allvarligt vid en brand 2008 och det är dagsläget osäkert vad som kommer att hända med loket.  De österrikiska Rc2-loken skiljer sig från de svenska bland annat genom andra strömavtagare och tre strålkastare istället för fyra. De 7 sista levererade österrikiska Rc2-loken har elektrisk motståndsbroms.
För att förlänga Rc2-lokens livslängd kommer Green Cargo bygga om 80 stycken Rc2-lok. Loken kommer efter ombyggnad få littera Rd2. Efter ombyggnad kommer loken förses med radiostyrning och bli multipelkörbara, inte bara med Rc och Rd utan även med Td-lok och lok ur Traxxfamiljen. Loken kommer även förberedas för installation av ERTMS.

### Rc3

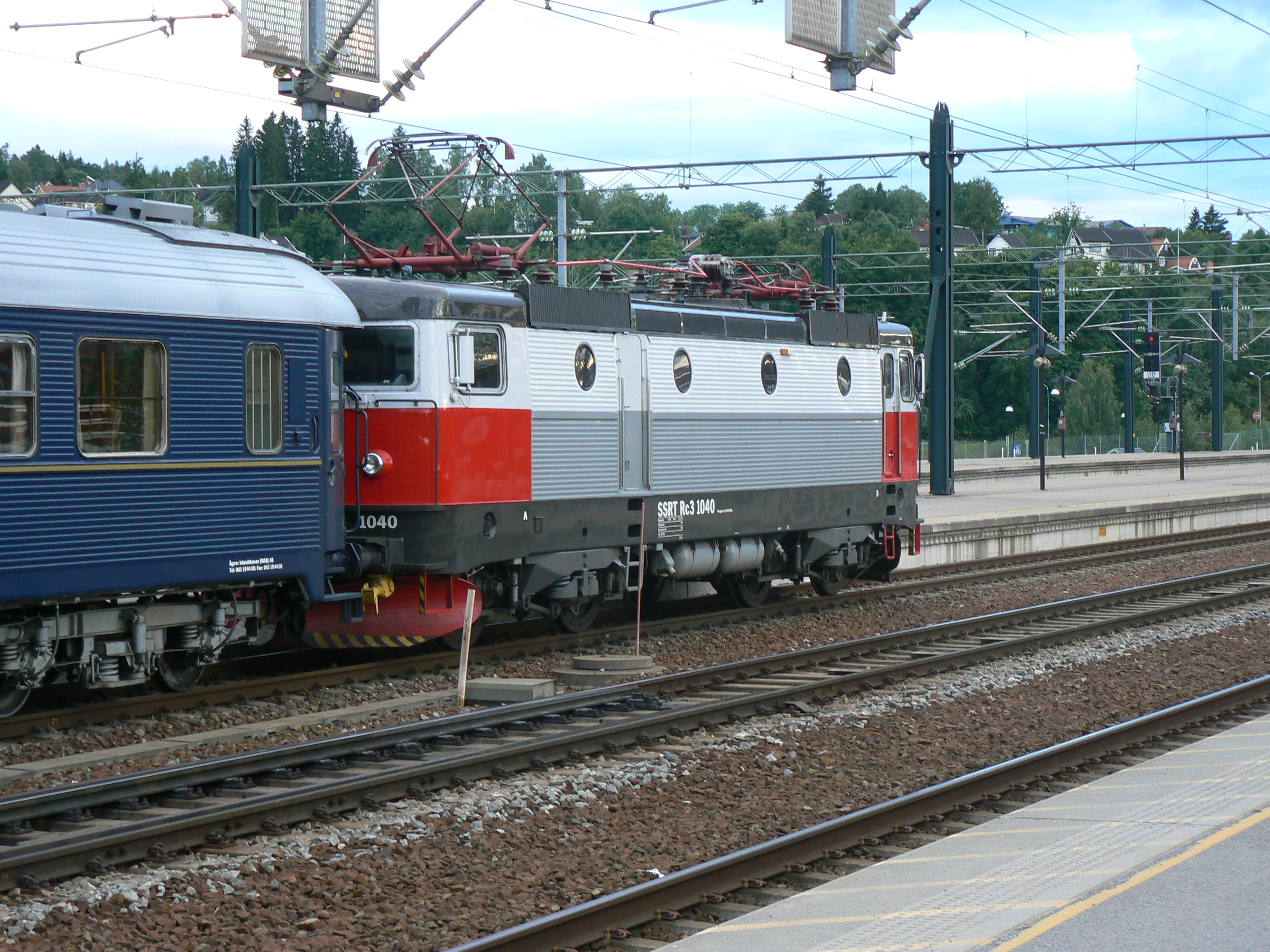
Rc3-lok i affärsverket Statens järnvägars ägo och färgsättning, här i Lillestrøm i Norge

Identisk med Rc2 förutom utväxlingen. Rc3 är växlad för 160 km/h. Används av SJ AB, Green Cargo, Trafikverket, Tågab samt Hector Rail. Ursprungligen byggdes 10 Rc3 men därefter har ett flertal Rc2 byggts om till Rc3. Även ett par Rc4 har växlats upp och fått littera Rc4P. Underlittera P kommer av att Green Cargo använder loken till att dra posttåg. Vid delningen av SJ 2001 tillföll Rc3-loken SJ AB men senare har Green Cargo köpt ett antal Rc3 för att dra posttåg. Green Cargo växlade ned samtliga av sina RC3-lok till RC2 standard inför ombyggnad till Rd-lok. Sedan 2014 finns därmed inga Rc3-lok kvar hos Green Cargo. Rc4P har fått ta över som dragkraft till posttågen.  

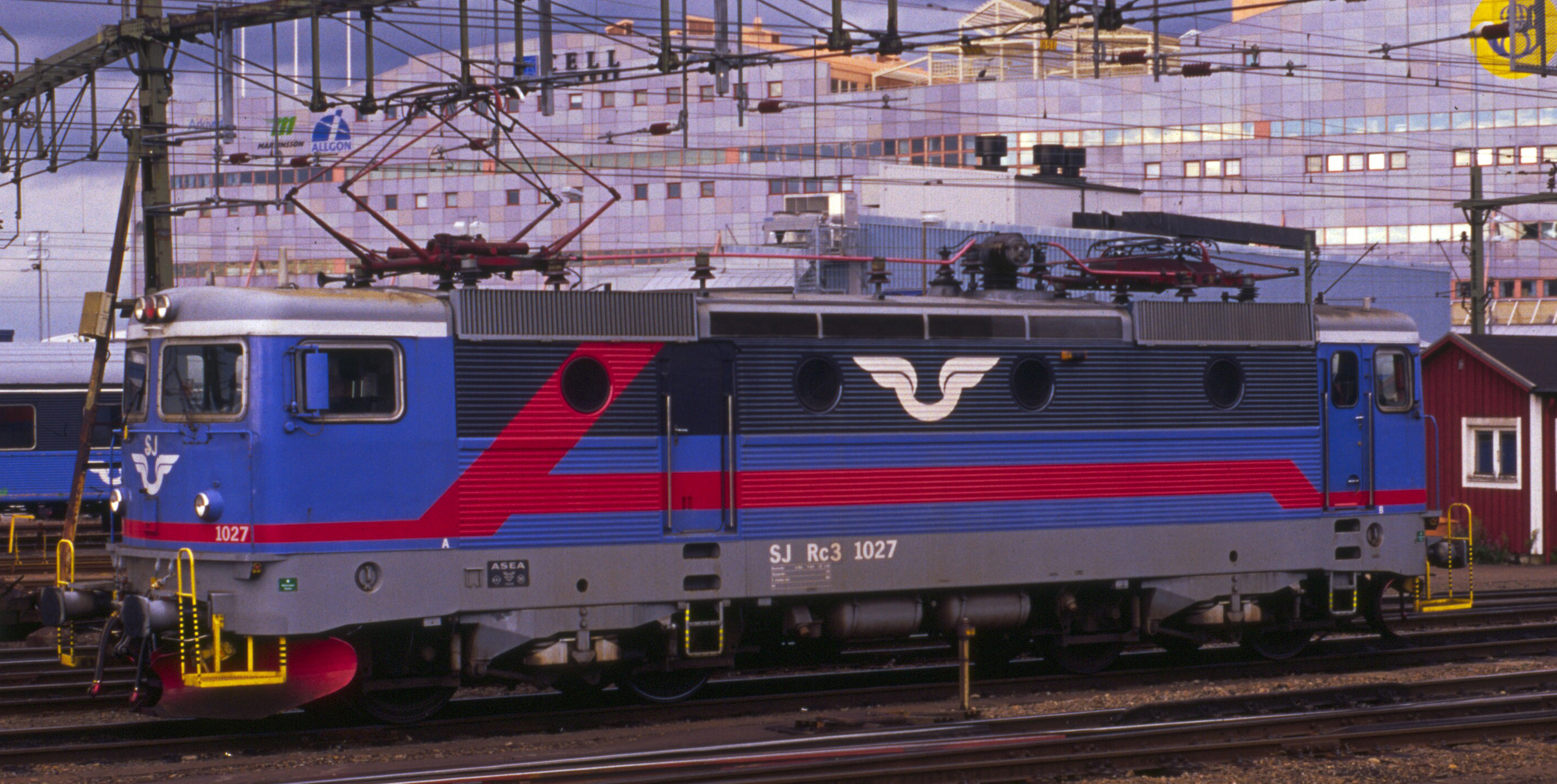
Rc3 1027 växlar på Göteborg C i augusti 2001

Då SJ AB fört över allt fler persontåg på motorvagnar, främst genom inköpet av X40, har man fått ett loköverskott. Detta har lösts genom att dels hyra ut lok, främst Rc3, till diverse mindre järnvägsföretag och dels sälja ett antal Rc3 genom auktion. Genom uthyrningen var det inte ovanligt att SJ-märkta Rc3 drog godståg. Rc3 används av flera bolag till godståg i de flesta delarna av Sverige samt även i Norge. Även Rc3 finns ombyggd för växling med radiostyrning och används främst av Green Cargo. SJ AB hade två Rc3-lok som varit utrustade med radiostyrning: 1027 och 1039 men dessa är numera sålda. SJ sålde sina sista samtliga 12 Rc3-lok under slutet av oktober 2014 till Beacon Rail på auktion. SJ AB äger därmed längre inga Rc3-lok. Under sista tiden användes SJ:s Rc3-lok 1027 som växlingslok i Hagalund. Övriga stod avställda i väntan på försäljning. Hector Rail har givit dem sin egen beteckning typ 143.

### Rc4

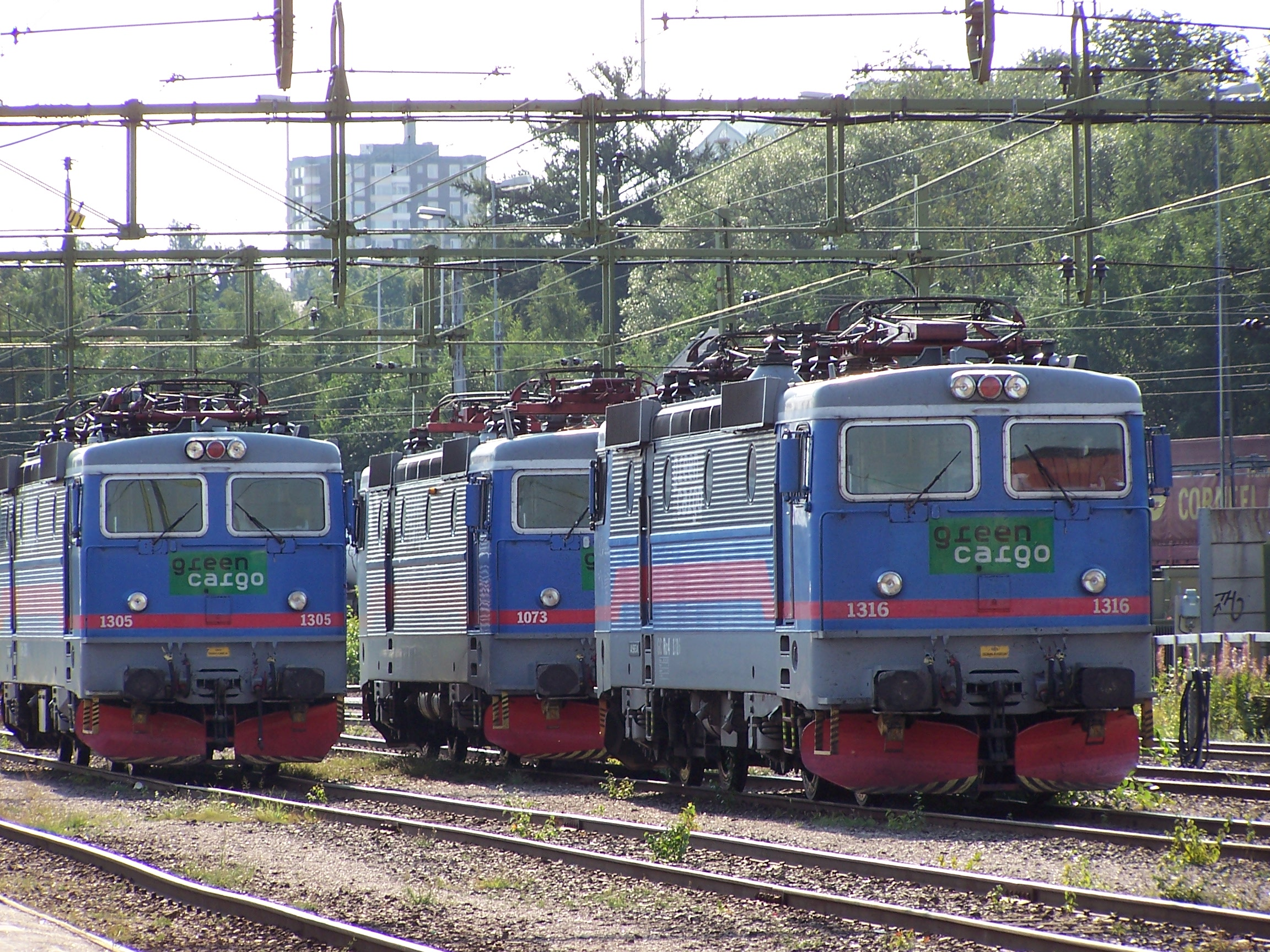
Två Rc4 och en Rc2 (mitten) tillhörande Green Cargo.

Sveriges vanligaste ellok som började levereras till SJ 1975. Totalt 130 stycken har tillverkats och av dem finns 128 kvar i trafik. Ett (Rc4 1322) har växlats upp till 160 km/h för att dra posttåg och i samband med detta fått littera Rc4P. En Rc4 (Rc4 1158) har också utrustats med ETCS. Vid SJ:s delning hamnade samtliga Rc4 hos Green Cargo som använder Rc4 i hela Sverige samt i Norge. Det sista Rc-loket som var målat i orange med vit rand är Rc4 1290. Normalt ser Green Cargo till att alla deras lok målas gröna vid revision. Men 1290 fick vid revision behålla den oranga färgen till den svenska järnvägens 150-årsjubileum. Vad som händer med lokets färgsättning vid nästa större revision återstår att se.
Under tiden för produktionen av Rc4 så skedde en stor teknisk utveckling inom elektronikutrustning vilket kom att leda till att de tidiga versionerna av Rc4 kom att skilja sig en hel del från de senast tillverkade, främst angående placeringen av apparatur och elutrustning i maskinrummet. De tidiga versionerna kan i viss mån jämföras med Rc2 medan de senare tillverkade enheterna istället påminner en hel del om Rc5 som produktionsmässigt kom att ersätta Rc4.

Utländska varianter finns. Rc4 1166 var 1976–1977 utlånad till amerikanska Amtrak, där under beteckningen X995. Amtrak var nöjda med loket och det resulterade i en beställning på lok från Amtrak, nu kallade AEM-7. De privata bolagen New Jersey Transit, MARC och SEPTA beställde även Rc-liknande lok varav det sista levererades 1997 från fabriken i Västerås. 

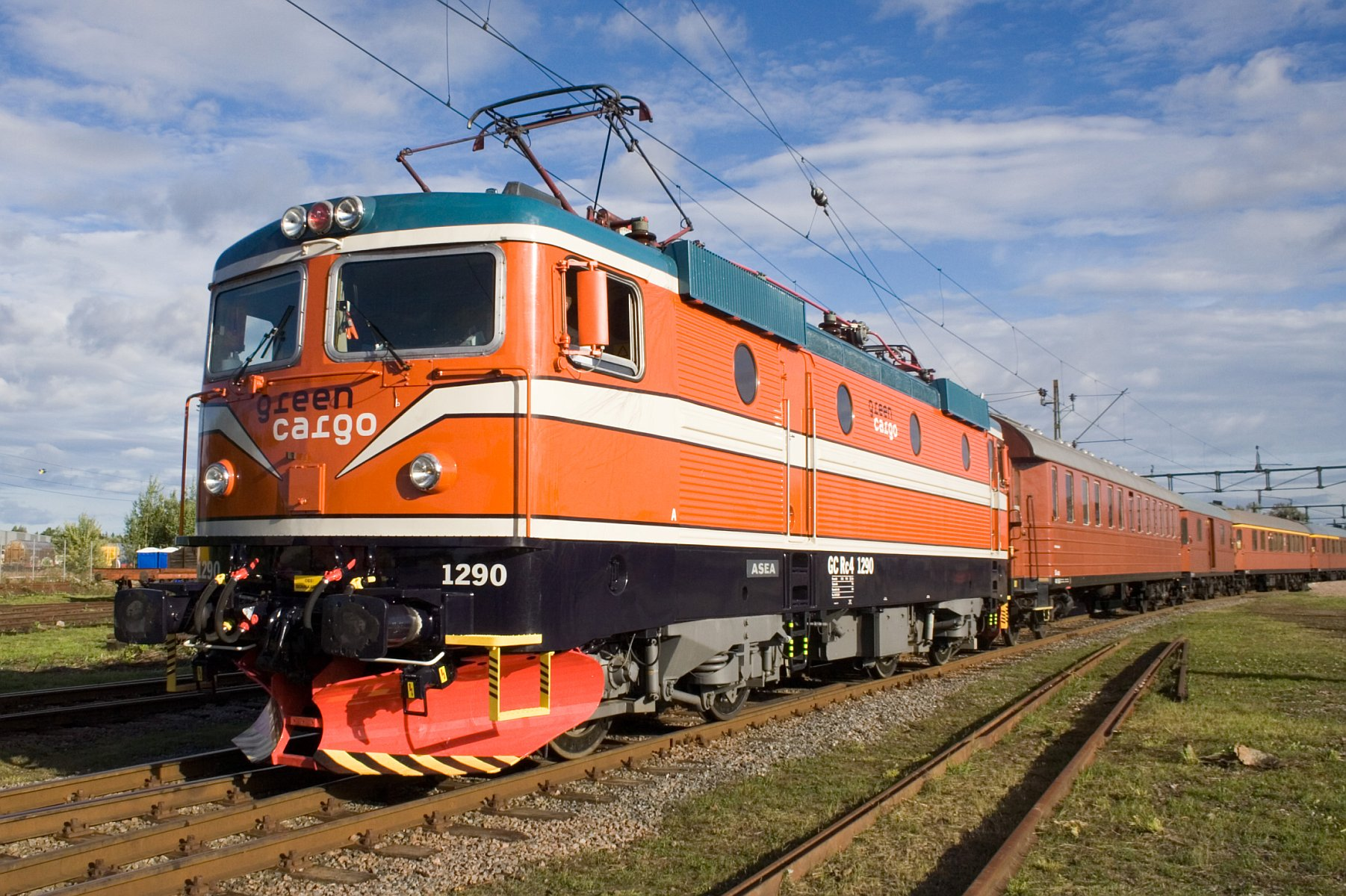
Rc4 1290 på Sveriges järnvägsmusuem i Gävle.

Även NSB provade Rc4, nummer 1137, vilket ledde till en beställning av El16, en lätt modifierad Rc4. El16 skiljer sig från Rc4 främst genom andra fronter, elektrisk motståndsbroms samt starkare motorer. 
En annan variant av Rc4 är Rm som i grunden är en nedväxlad och barlastad Rc4.
Fram till sommaren 2024 kommer Nordic Re-Finance utrusta 8 av sina Rc4-lok med ETCS.

### Rc5
Från Rc4 till Rc5 skedde det en rätt omfattande teknisk utveckling. ASEA hade under Rc4-perioden konstruerat lok för utlandet, och tekniska lösningar återanvändes vid byggandet av Rc5. Bland annat stärktes lokets ram och pelaren mellan fönstren gjordes grövre enligt specifikationerna som gällde för amerikanska AEM-7 och loket fick tjockare fönster med aluminiumram från norska El 16. Genom att äldre lok har fått sina tunnare gummilistinfattade fönster utbytta så är den utseendemässiga skillnaden mellan Rc5 och sina föregångare idag främst annorlunda utformning av luftintagen längs takkanten. Invändigt har modernare komponenter ersatt den äldre utrustningen i föregående modeller. Till exempel är antalet tyristorer per strömriktare betydligt lägre än i föregångaren Rc4, vilket medför ett driftsäkrare system. Till exempel finns möjlighet till modulfrånskiljning som gör att halva drivningen fortfarande finns kvar om ett fel skulle inträffa i loktransformatorn. Föregående Rc-modeller har inte denna möjlighet och ett likartat fel gör loket obrukbart. Rc5 blev första lok i Rc-serien att levereras med statiska omriktare istället för en roterande omformare som fallet är med tidigare Rc-typer. Dock började den statiska omformaren redan att komma i Rc4 men Rc5 var först som loktyp att enbart levereras med statiska omriktare. Numera byts omformarna i äldre Rc-lok ut mot modernare statiska omformare av samma typ som i Rc5/Rc6. Nytt för Rc5 var även felindikeringsystemet även förkortad FIS. Systemet består av en central datorenhet samt felindikeringsdisplayer i hytterna med tillhörande knappanel samt felkvitteringsmöjlighet. Systemet underlättar felsökningen väsentligt. Systemet kom till som effekt av att lokbiträdesrollen försvunnit och lokförarjobbet blivit enmansjobb. För att underlätta för föraren utvecklades detta felindikeringssystem. Dessutom kom vippsäkringar av dvärgbrytartyp att ersätta de äldre proppsäkringarna som är vanliga i föregående Rc-modeller. Från Rc5 blev även traktionsmotorerna i boggierna fyrkantiga, mot tidigare runt utseende och därmed försvann kompatibiliteten med föregående Rc-modeller där en traktionsmotor och flertalet andra komponenter var kompatibla för alla Rc-typer. I samband med Rc5 fick lokhytterna modernare utformning med färre reglage samt mer lättöverskådlig och ergonomisk förarpanel. Grundtanken med den nya utformningen av förarpanelen var en gemensam standard som även kom att tillämpas på det kommande snabbtåget X2000 samt motorvagnarna i X10-familjen där förarhytterna har snarlik utformning. Rc5 var utväxlad för 135 km/h och användes för de flesta typer av tåg. 60 stycken byggdes ursprungligen. Genom byte av växelkuggar i växellådan har dock alla Rc5 byggts om till Rc6. I november 1995 fick den sista Rc5 sin utväxling höjd. Rc5 1377 är speciell då det är det enda lok som inte har varit orange. Det levererades i en testfärgsättning inför SJ:s anskaffning av X2000-tåg. Senare målades loket i en skrikig blå och svart målning där de delvis svarta sidorna var mönstrade med blå streck. Denna målning utgjorde prov inför SJ:s blå färgsättning. Därefter fick loket standardfärgsättning.

### Rc6

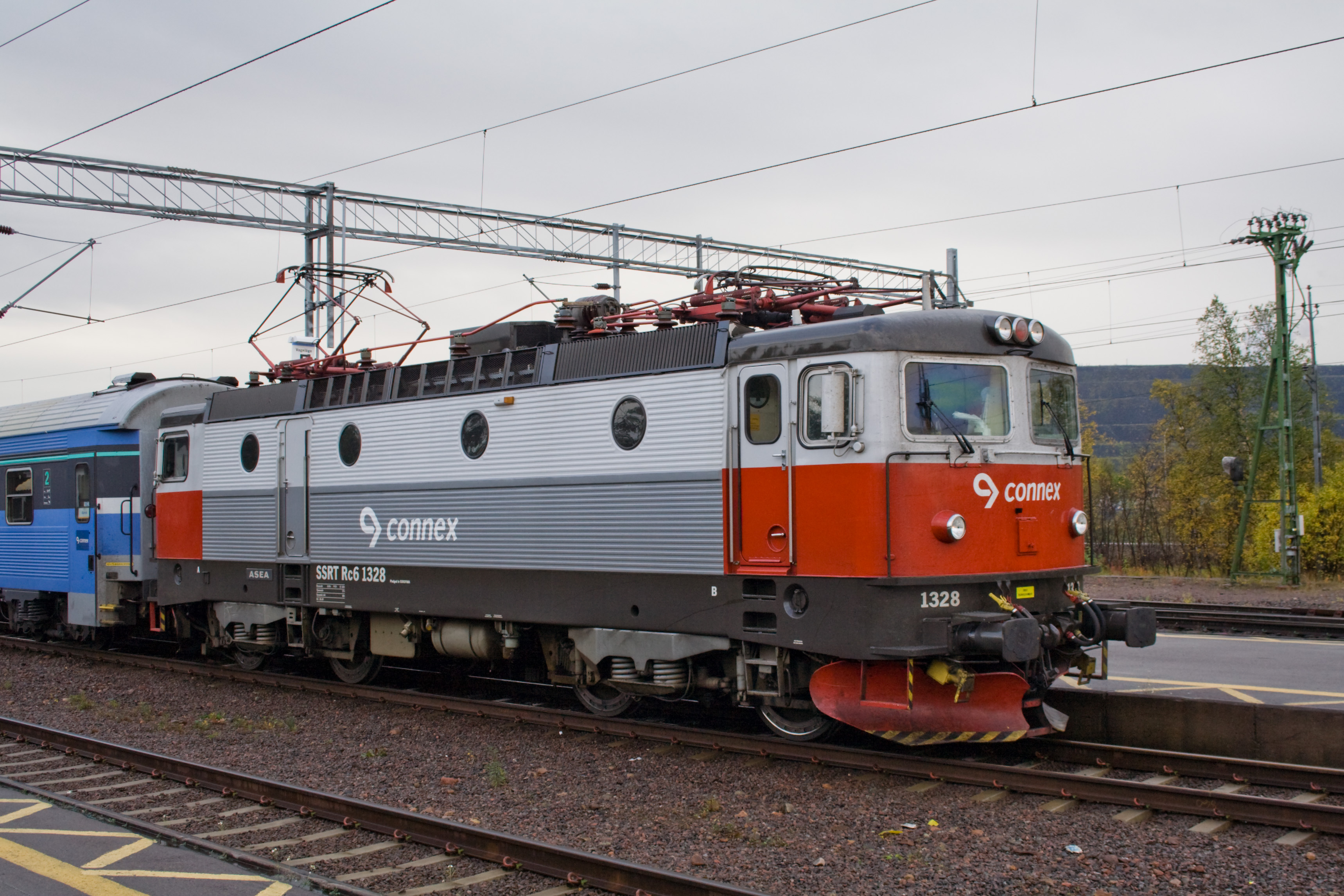
Ett av affärsverket Statens järnvägars Rc6 här använt av Connex.

Rc6 är det lok som drar de flesta svenska persontåg idag[när?]. Rc6 skiljer sig från Rc5 genom att vara växlad för 160 km/h. 40 stycken Rc6 har byggts vilket betyder att det tillsammans med de ombyggda Rc5 finns 100 fordon. De flesta används av SJ AB men en del disponeras av Trafikverket (tidigare affärsverket Statens järnvägar) som hyr ut dem till operatörer som kör upphandlad trafik.
Ett av loken målades om i rött av Tågkompaniet för att användas i persontågen Sundsvall–Östersund men det loket gick tillbaka till Affärsverket när Tågkompaniet köpte lok av NSB. 2005 började affärsverket Statens järnvägar att måla om sina lok i en grå-röd färgsättning. Även Rc6 har byggts om och bland annat försetts med avgångssignaler i form av orange lampor på loksidan.
Cirka 40 lok har även försetts med SMS-utrustning (seriell multipelstyrning) och fått littera Rc6U. Huruvida U står för UIC eller Uppsala har debatterats. SMS-utrustningen gör det möjligt att multipelköra lok via UIC-kabeln. Detta användes först när SJ skaffade tre manövervagnar för trafiken Stockholm–Uppsala. SMS-utrustningen är nödvändig för att kunna styra loket från manövervagnen. Numera används den då sträckan trafikeras med tåg som har ett lok i varje ände.
Sju av SJ ABs Rc6-lok, 1395–1401 har (per början av 2012) försetts med ETCS-utrustning form av STM. Specific Transmission Modules, anpassningsmoduler ombord, som kan kommunicera med traditionella ATC-baliser på befintliga sträckor men även trafikera den nya Botniabanan som är försedd med ERTMS-systemet. Loken drar främst nattåg genom övre Norrland. Dessa lok benämns inofficiellt/internt Rc6E där E står för ERTMS/ETCS. Sedan 2013 är även Trafikverkets Rc6-lok utrustade med ETCS. Inofficiellt littera för dessa lok är Rc6PE.

### Rc7

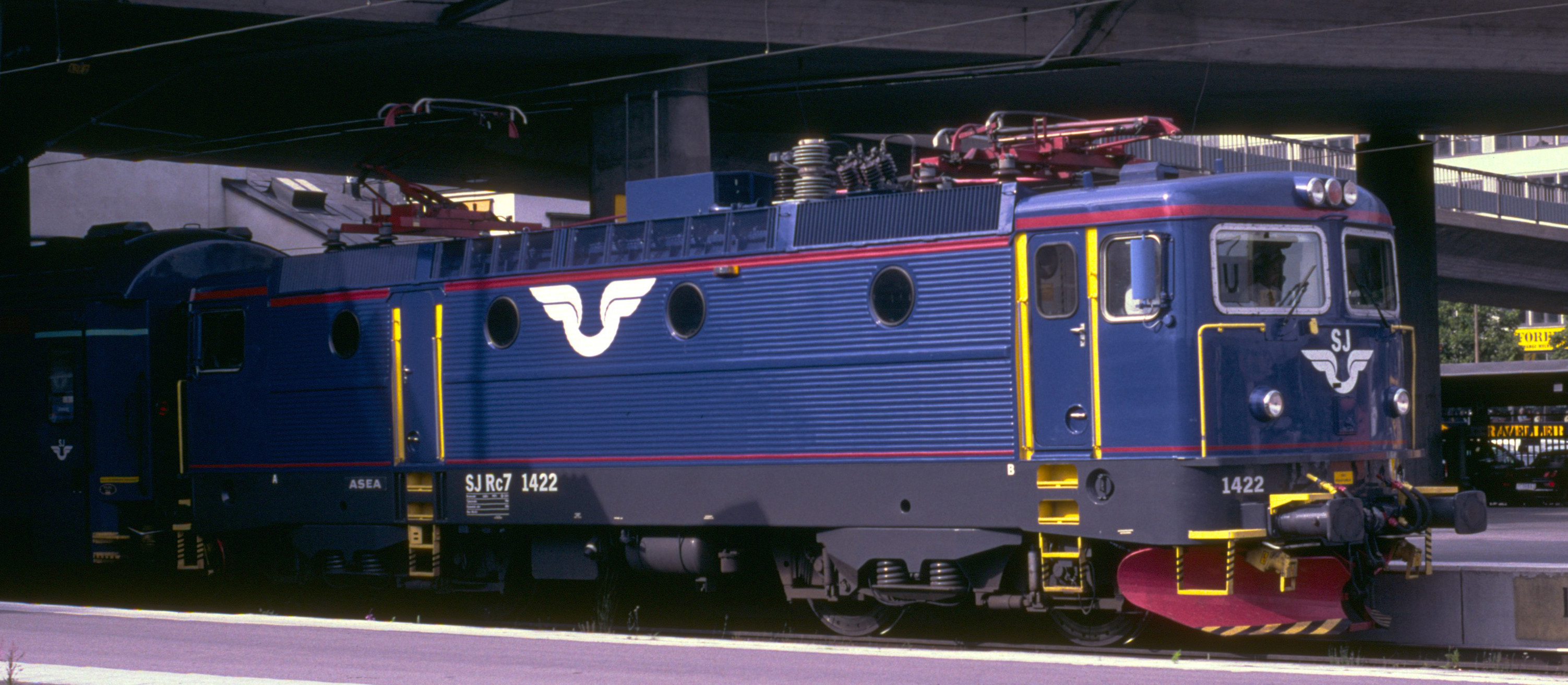
Rc7 1422 på Stockholm C år 2002.

Rc7 är en version som fanns i endast några få år. För att köra ersättningståg för X2000 under namnet Blue X eller IC 11 (Inter city 11) målades 2001 fem Rc6 (nummer 1418–1422) om i en mörkblå färg. 1421 och 1422 växlades även upp för att kunna köra i 180 km/h, med ny littera Rc7. Eftersom gällande föreskrifter kräver att fordon som skall framföras snabbare än 160 km/h måste ha magnetskenbroms på minst hälften av boggierna skulle det krävas en ombyggnad av de vagnar som Rc 7 skulle dra. Det blev dock för dyrt att bygga om vagnarna för dessa hastigheter så de två Rc7-loken ändrades tillbaka till Rc6. Den mörkblå färgen och inredningen har vagnarna fått behålla men loken har målats om i svart likt övriga Rc6-lok. Vagnarna och loken i IC 11-konceptet används i dagsläget huvudsakligen i trafiken mellan Stockholm och Dalarna.

### Rd
Rd är beteckningen på Rc-lok som upprustats år 2009–2014. Rd-loken får nya kompressorer och strömriktare samt ett nytt datoriserat styrsystem som mer effektivt förhindrar slirning. Arbetsmiljön förbättras genom att hytterna byggs om och loken förses med radiostyrning.
Rd-loken är en ny generation ellok som byggts om från Rc-lok. Dessa har utrustats med bland annat fordonsdatorer och signalsystemet ERTMS. Idag finns 79 Rd2-lok i tjänst hos Green Cargo, dessa har nummer 1028, 1030-1036, 1038, 1042, 1044, 1068-1108, och 1110-1136.
Rd-loken kan multipelköras med Rc-lok och med Re och Td.

### Rm
Rm är en variant av Rc som byggdes 1977 i sex exemplar. Detta är en loktyp som är tyngre än Rc och var byggd för malmtåg. De används nu för tunga godståg i södra Sverige. Den extra vikten kommer av extra barlast. Det är nerväxlat för att få högre dragkraft. Den särskilda bokstaven i litterat kommer av att loket var speciellt byggda med tanke på malmtåg. Rm var levererad med speciella koppel av den ryska typen SA3 och loken kunde då användas till malmvagnar med sådana koppel. För att kunna dra vagnar med normalt skruvkoppel fanns en speciell länk som passar i SA3-kopplet och kroken på vagnen. Rm-loken har idag fått SA3-kopplen utbytta mot normal dragkrok samt den elektriska motståndsbromsen borttagen men loken har fått behålla litterat Rm då det fortfarande är stora skillnader mellan Rm och andra Rc. Det som skiljer är idag max fart som är 100 km/h på Rm, loken saknar skivbroms och är avsevärt tyngre än Rc.

### Rz
Rc-/Rm-lokens drivmotorer har alltid varit av likströmstyp. En av de stora nackdelarna med denna typ av motor är att den kräver underhåll. Under slutet av 1960-talet, ungefär samtidigt som Rc-loken lanserades, började utvecklingsarbetet i Västtyskland för en ny generation dieseleletriska och elektriska lok med underhållsfria växelströmsmotorer av induktionstyp (även kallade för asynkronmotorer). Faktum är att denna motortyp är betydligt enklare till utförandet än lik- och växelströmmotorer med borstar. Svårigheten har varit att framställa den variabla växelström som krävs men tack vare ny halvledarteknik kunde en trefas växelström framställas från likström.
Under slutet av 1970-talet beställde såväl Danmark som Norge asynkronlok från Brown Boveri och Henschel (Västtyskland). Under början av 1980-talet började asynkronlok för 150–175 km/h att rulla i bägge länderna. I Västtyskland rullade den första generationen 120.0-lok ut, en loktyp som var konstruerad för 160 km/h men som senare modifierades för 280 km/h. Det var uppenbart med fördelarna med den nya loktypen.
Asea hade inget asynkronlok i sin produktportfölj men under början av 1980-talet rullade ett modifierat försökslok med asynkronmotorer byggt i en Rc-lokskorg, det så kallade Rz-loket, ut på spåren. En rad provkörningar gjordes men problemen var många. SJ beställde heller aldrig något. När så Brown Boveri gick samman med Asea i augusti 1988 stoppades definitivt det fortsatta utvecklingsarbetet för Rz, då Brown Boveri vid den tidpunkten redan levererat fungerande asynkronlok. Asea fick dock erfarenheter av den nya asynkrontekniken för lok, erfarenheter som man kunde utnyttja för det nya snabbtåget X2 (X2000-tågen).
Loket testkördes sista gången 1989 och såldes därefter till Statens Järnvägar 1992. Därefter[när?] deponerades loket på Sveriges Järnvägsmuseum i Gävle som dock var föga intresserade av loket som då flyttades till Örebro 1999 där det blev stående för att 2008/2009 säljas till Tågåkeriet i Bergslagen AB som uppgav att de skulle använda det som reservdelslok. Slutligen skrotades Rz-loket i Nykroppa år 2015.
Vid ombyggnaden av det första Rc-loket 1007 till ursprungsskick av Sveriges Järnvägsmuseum har vissa delar tagits från Rz-loket.

### Översikt över svenska Rc-lok under perioden 1967–1988
|                                   | Rc1         | Rc2         | Rc3         | Rc4         | Rc5         | Rc6         | Rm            | Rz                |
| --------------------------------- | ----------- | ----------- | ----------- | ----------- | ----------- | ----------- | ------------- | ----------------- |
| Allmänt                           |             |             |             |             |             |             |               |                   |
| Ägare                             | SJ          | SJ          | SJ          | SJ          | SJ          | SJ          | SJ            | (Asea)            |
| Tillverkningsår                   | 1967–1968   | 1969–1975   | 1970–1971   | 1975–1982   | 1982–1986   | 1985–1988   | 1977          | 1982              |
| Antal tillverkade (totalt 367 st) | 20 st       | 100 st      | 10 st       | 130 st      | 60 st       | 40 st       | 6 st          | 1 st              |
| Tillverkare mekanisk del          | Asea        | Asea        | Asea        | Asea        | Asea        | Asea        | Asea          | Asea              |
| Axelföljd                         | Bo'Bo'      | Bo'Bo'      | Bo'Bo'      | Bo'Bo'      | Bo'Bo'      | Bo'Bo'      | Bo'Bo'        | Bo'Bo'            |
| Vikt                              | 80 t        | 76,8 t      | 76,8 t      | 78 t        | 78 t        | 78 t        | 90 t          | 81 t              |
| Största tillåtna axellast         | 20,0 t      | 19,2 t      | 19,2 t      | 19,5 t      | 19,5 t      | 19,5 t      | 22,5 t        | 20,5 t            |
| Max dragkraft                     | 275 kN      | 275 kN      | 235 kN      | 290 kN      | (okänd)     | 250 kN      | 314 kN        | (okänd)           |
| Största tillåtna hastighet        | 135 km/h    | 135 km/h    | 160 km/h    | 135 km/h    | 135 km/h    | 160 km/h    | 100 km/h      | 160 km/h          |
| Korg                              |             |             |             |             |             |             |               |                   |
| Längd över stötytor               | 15 470 mm   | 15 520 mm   | 15 520 mm   | 15 520 mm   | 15 520 mm   | 15 520 mm   | 15 520 mm     | 16 732 mm         |
| Boggiavstånd                      | 7 700 mm    | 7 700 mm    | 7 700 mm    | 7 700 mm    | 7 700 mm    | 7 700 mm    | 7 700 mm      | (okänd)           |
| Höjd fälld strömavtagare          | (okänd)     | (okänd)     | (okänd)     | (okänd)     | (okänd)     | (okänd)     | 4 500 mm      | (okänd)           |
| Korgbredd                         | 3 149 mm    | 3 149 mm    | 3 149 mm    | 3 149 mm    | 3 149 mm    | 3 149 mm    | 3 149 mm      | 3 110 mm          |
| Koppeltyp                         | skruvkoppel | skruvkoppel | skruvkoppel | skruvkoppel | skruvkoppel | skruvkoppel | centralkoppel | skruvkoppel       |
| Utvändig yta                      | korrugerad  | korrugerad  | korrugerad  | korrugerad  | korrugerad  | korrugerad  | korrugerad    | korrugerad        |
| Utvändig färg                     | orange      | orange      | orange      | orange      | orange      | orange      | orange        | silver/orange     |
| Boggier                           |             |             |             |             |             |             |               |                   |
| Spårvidd                          | 1 435 mm    | 1 435 mm    | 1 435 mm    | 1 435 mm    | 1 435 mm    | 1 435 mm    | 1 435 mm      | 1 435 mm          |
| Axelavstånd                       | 2 700 mm    | 2 700 mm    | 2 700 mm    | 2 700 mm    | 2 700 mm    | 2 700 mm    | 2 760 mm      | (okänd)           |
| Hjuldiameter                      | 1 300 mm    | 1 300 mm    | 1 300 mm    | 1 300 mm    | 1 300 mm    | 1 300 mm    | 1 250 mm      | (okänd)           |
| Primärfjädring                    | gummikudde  | gummikudde  | gummikudde  | gummikudde  | gummikudde  | gummikudde  | gummikudde    | gummikudde        |
| Sekundärfjädring                  | skruv       | skruv       | skruv       | skruv       | skruv       | skruv       | skruv         | skruv             |
| Broms                             | skivbroms   | skivbroms   | skivbroms   | skivbroms   | skivbroms   | skivbroms   | blockbroms    | skiv-/regenerativ |
| Boggivikt                         | (okänd)     | (okänd)     | (okänd)     | 17580 kg    | (okänd)     | (okänd)     | (okänd)       | (okänd)           |
| Min horisontell kurvradie         | (okänd)     | (okänd)     | (okänd)     | (okänd)     | (okänd)     | (okänd)     | (okänd)       | (okänd)           |
| Elutrustning                      |             |             |             |             |             |             |               |                   |
| Kontaktledningsspänning           | 15 kV       | 15 kV       | 15 kV       | 15 kV       | 15 kV       | 15 kV       | 15 kV         | 15 kV             |
| Kontaktledningsfrekvens           | 16 2/3 Hz   | 16 2/3 Hz   | 16 2/3 Hz   | 16 2/3 Hz   | 16 2/3 Hz   | 16 2/3 Hz   | 16 2/3 Hz     | 16 2/3 Hz         |
| Max kontinuerlig effekt           | 3,6 MW      | 3,6 MW      | 3,6 MW      | 3,6 MW      | 3,6 MW      | 3,6 MW      | 3,6 MW        | 4,0 MW            |
| Max kontinuerlig elbromseffekt    | (saknas)    | (saknas)    | (saknas)    | (saknas)    | (saknas)    | (saknas)    | (saknas)      | (okänd)           |
| Drivmotorbeteckning               | LJH 108     | LJH 108     | LJH 108     | LJH 108     | LJM 450     | LJM 450     | (okänd)       | MJX 465           |
| Max tågvärmeeffekt                | (okänd)     | (okänd)     | (okänd)     | (okänd)     | (okänd)     | 780 kVA     | (okänd)       | (okänd)           |

## Färgsättningar

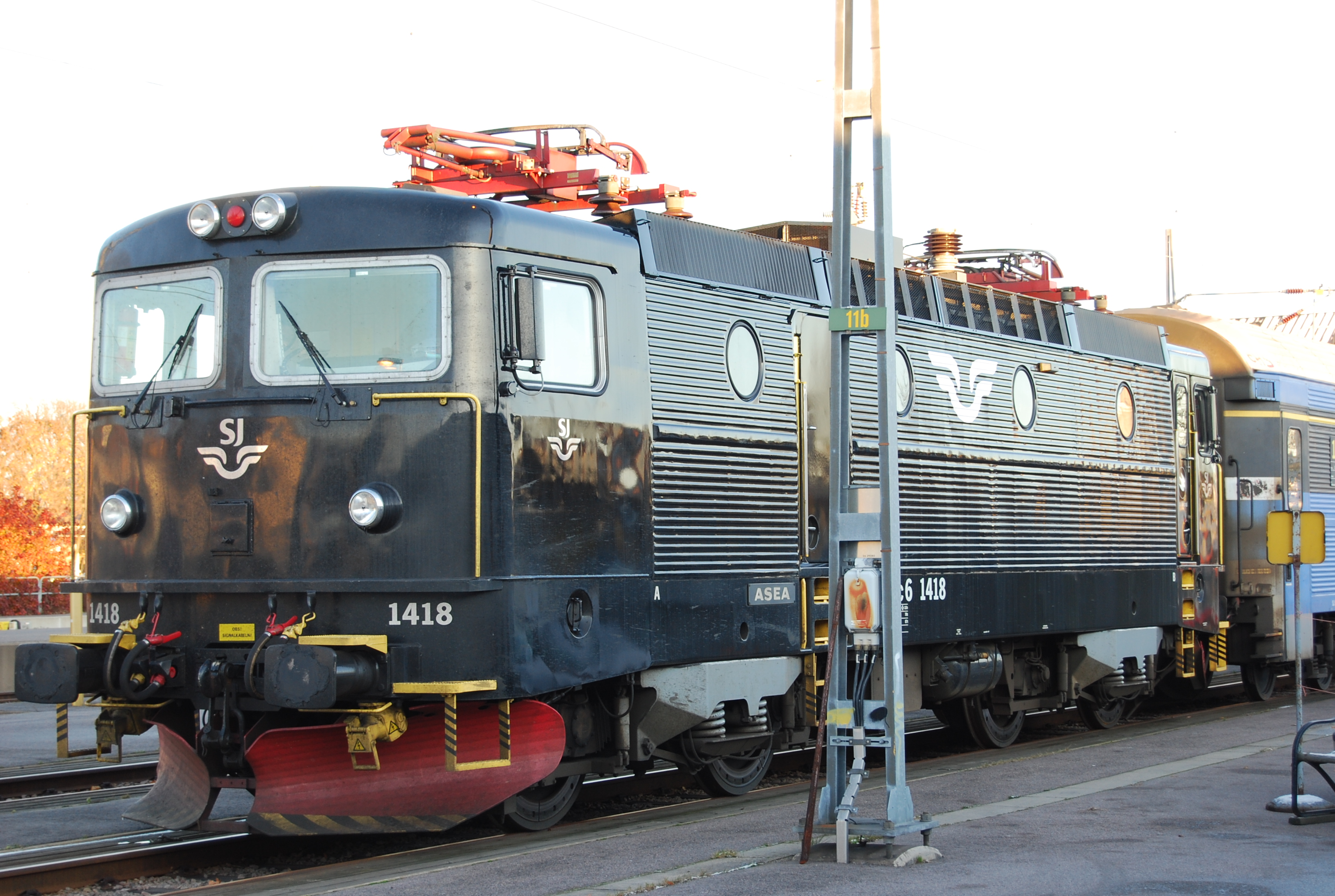
Svartmålad Rc6

Ursprungligen levererades samtliga Rc-lok i en orange färgsättning med vita linjer. Detta var en färgsättning som påminde om både Rapidlokens och Rb-lokens färgsättningar men med en viss modernisering. Mot slutet av 1980-talet började SJ, som på den tiden ägde samtliga Rc-lok, att utveckla ett nytt färgschema som huvudsakligen gick i blått. Samtidigt skulle också personvagnarna målas om i matchande färger (dessa hade tidigare varit brunfärgade, huvudsakligen av praktiska skäl då smuts och rost inte syntes så väl mot en likfärgad bakgrund). Denna designförändring sammanföll med införandet av X2000 i SJ:s utbud. På senare tid har SJ AB börjat måla sina Rc-lok svarta för att återigen nydana sin fordonsflotta.
Ommålningen av Rc-loken skedde successivt, framförallt i samband med större verkstadsbesök. Vid 2001 års uppdelning av SJ till SJ AB som enbart skulle ägna sig åt persontransporter och godstransportföretaget Green Cargo hamnade de lok som fortfarande var orangea hos Green Cargo. Detta berodde mest på att SJ hade prioriterat att måla om de lok som mest drog persontåg först. Även inom Green Cargo hade man inlett ett program att måla om loken i ett eget, grönt färgschema. Våren 2006 fanns endast ett lok kvar i den ursprungliga oranga färgsättningen och in i det sista var det osäkert om det skulle målas grönt vid den stundande revisionen. Då 2006 markerade 150-årsjubileet för den svenska järnvägens första längre sträckor togs beslutet att låta loket få bära sin orangea färgsättning tills vidare. Loket fanns till allmän beskådan i Gävle under jubileumsfirandet och har sedan dess blivit ett eftersökt fotoobjekt bland järnvägsentusiaster.
Efter den delvisa avregleringen av järnvägstrafiken på statens spåranläggningar har ett flertal privata operatörer uppstått med resultatet att inhyrda lok har målats i diverse olika färgsättningar. Även återstående delen av gamla statliga verket SJ, affärsverket Statens Järnvägar, äger fortfarande Rc-lok som fått en egen färgsättning i olika gråa nyanser och rött. Denna färgsättning återfinns även på vagnar som hyrs ut av samma förvaltare. En annan mer utbredd färgsättning som förekom är Tågkompaniet som valde en klarröd färg under de år de utförde trafiken mellan Sundsvall och Östersund samt Stockholm-Luleå/Narvik.

## Provfärgsättningar, tillfälliga målningar och udda enstaka varianter
Periodvis har det förekommit diverse småskaligare målningar på olika Rc-varianter, av olika skäl. Några provmålningar finns och har funnits. Under 1980-talet testades till exempel två olika färgsättningar på Rc5 1377. Dels en vit-/silverfärgad som skulle tjäna till att testa lämpliga designer avsedda för X2000 men också en huvudsakligen blå målning som test inför uppfräschningen av de lokdragna tågen.
Våren 2006 provmålades två Rc6-lok i en grå färgsättning, huvudsakligen påminnande om det nya färgschemat för X40 och X2000. Samtidigt hade två lok målats i svart och ett av dessa försetts med texten "Rock" på sidorna, avsett att dra Rocktåget under sommaren. Hösten 2006 beslutades att samtliga Rc-lok hos SJ AB skulle målas svarta i samband med revision och de gråa loken förväntas förbli endast experimentlok. De båda gråa loken målades om under 2010 till standard svart färgsättning.
I reklamsyfte har en målning i grönt för tidningen Metro förekommit och även en med märkningen Utmanartåget. Då flera olika operatörer kan bli aktuella för trafikeringen av olika sträckor i framtiden är det sannolikt att fler färgsättningar kommer att dyka upp framöver.
I Galenskaparna och After Shaves revy Stinsen brinner, som utspelades på en järnvägsstation, förekom en modell av ett Rc-lok i skala 1:1,33. Detta lok hade nummer 1423, vilket var numret efter det sist levererade Rc-loket, 1422. I filmversionen var det dock ett ordinarie Rc-lok som var med.

## Utländska varianter

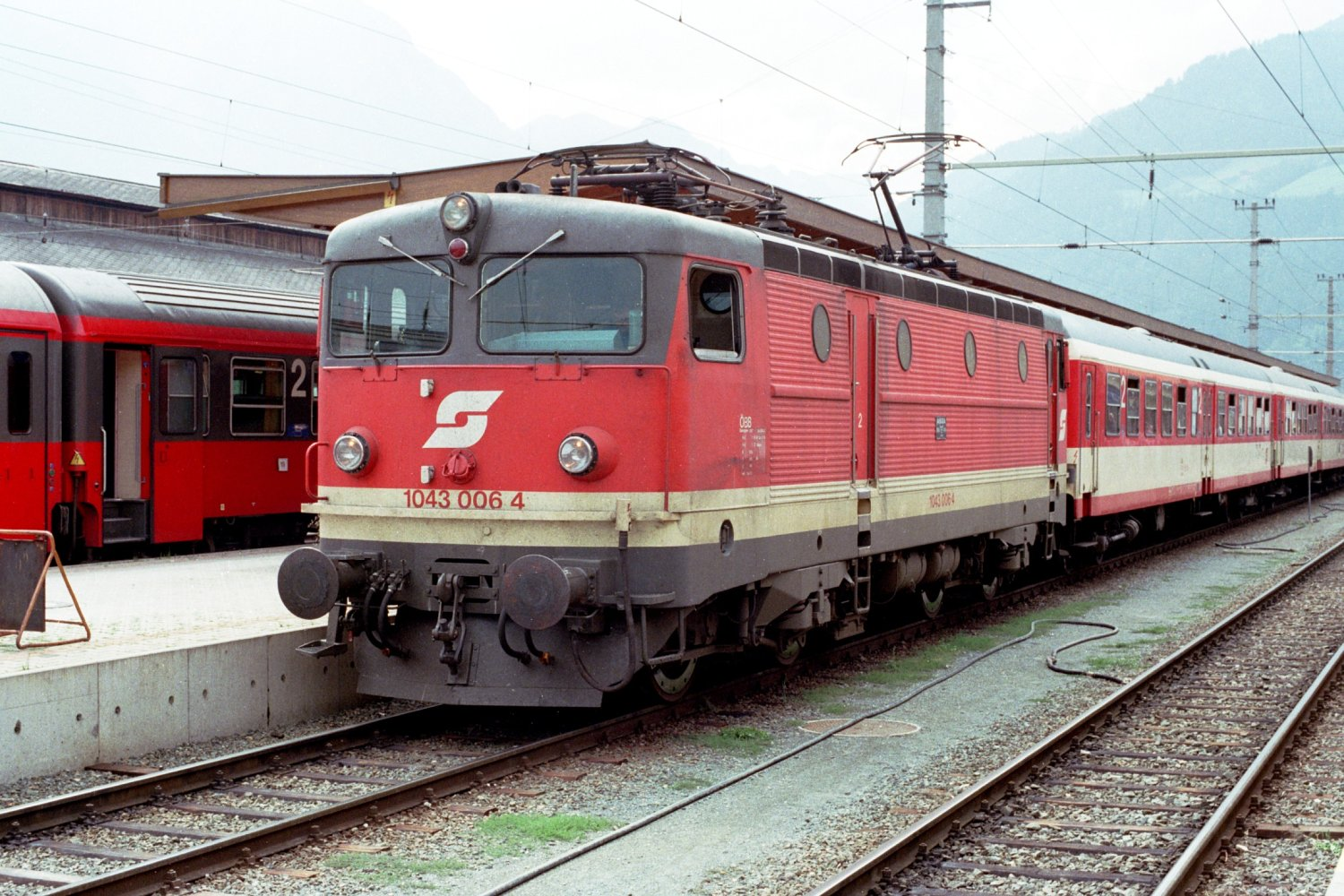
ÖBB 1043 006 i Lienz, augusti 1995.

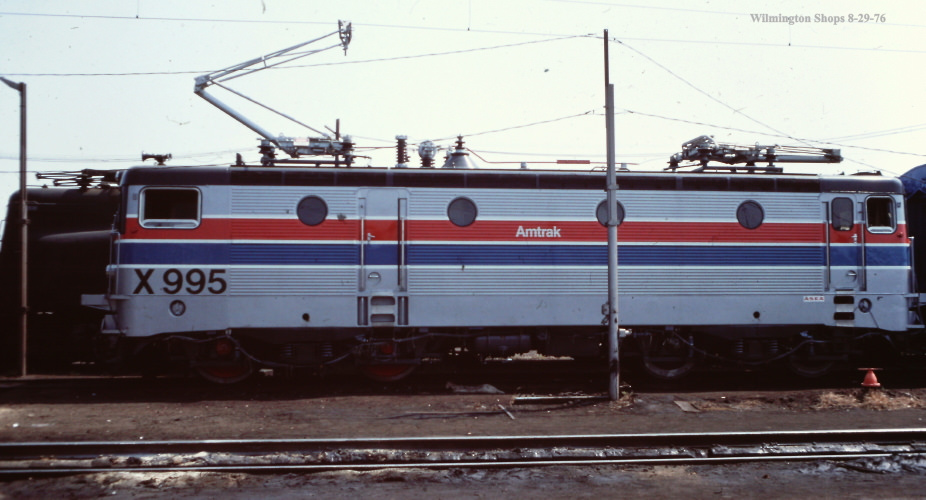
Rc4 1166 utlånad till amerikanska Amtrak med beteckningen X995, augusti 1976.

Asea exporterade under perioden 1971–1996 133 stycken lok som var baserade på de svenska Rc-loken (SJ beställde 366 stycken). I vissa länder licenstillverkades även stora serier lok som var baserade på Rc-loken. Rc-lok exporterades till Österrike, Iran och Norge.
Den största exportframgången gjordes i USA, till vilket 98 stycken modifierade Rc-lok levererades under perioden 1978–1998. Det var dels 65 lok av typ AEM-7, dels 33 lok av typ ALP-44. Redan under senare delen av 1970-talet provkördes ett modifierat Rc-lok på USA:s östkust och de svenska boggierna, som ju var anpassade till SJ:s skumpiga spår, klarade sig väl. Till skillnad mot Sverige, där Rc-loken växlades till maximalt 160 km/h, växlades de amerikanska loken till 201 km/h. Redan från och med oktober 1986, ungefär samtidigt som X2 beställdes av SJ, tilläts topphastigheten 201 km/h i USA för konventionella persontåg.
Det fanns även planer på att vidareutveckla ABB-loket ALP-44, benämnt ALE-45.[källa behövs] Det nya loket skulle ha bland annat asynkronmotorer (Rc-loken baserar sig helt på likströmsmotorer från 1960-talet). Men den svenska spårfordonsindustrin började möta flera motgångar redan under senare delen av 1980-talet; en stor affär i Florida med svenska snabbtåg gick omkull, sammanslagningen av BBC med Asea 1988 ledde till att spårfordonsverksamheten koncentrerades till Zürich i Schweiz och man missade ytterligare en stor snabbtågsorder hos Amtrak. I Centraleuropa hade BBC hunnit leverera hundratals asynkronlok innan man i Sverige ens hade utvecklat det första asynkronloket (typ X2). När den amerikanska operatören NJT skulle beställa nästa generation högprestandalok valde man istället en vidareutveckling av det tyska loket 101, benämnt ALP 46 (sth 160 km/h, max kontinuerlig effekt 5,3 MW och vikten 94 ton). Affären i Iran (operatören RAI) ledde heller inte till några nya order, liksom heller inte i Österrike. Även i Norge valde den norska operatören NSB att istället köpa lok från Schweiz (El-18). Ovanpå allt detta uteblev alla de exportaffärer för X2 (X2000) som SJ trodde på under slutet av 1980-talet. Varken Tyskland, Norge, Finland, Portugal, USA eller Australien beställde X2. Endast ett tågsätt exporterades, detta till Kina.
Under 1980-talet genomfördes prov med en asynkrondriven variant av Rc-loket, benämnt Rz, men projektet lades ned. För några år sedan började man dock modifiera AEM-7-loken i USA genom att installera franska asynkronmotorsystem från tillverkaren Alstom. Numera är loktillverkningen i Sverige nedlagd.

### Översikt Rc- versioner i utlandet, perioden 1971–1996
|                                  | El 16         | 1043             | AEM-7             | ALP-44            | ALE-45        | RC4           |
| -------------------------------- | ------------- | ---------------- | ----------------- | ----------------- | ------------- | ------------- |
| Allmänt                          |               |                  |                   |                   |               |               |
| Land                             | Norge         | Österrike        | USA               | USA               | USA           | Iran          |
| Status                           | serie         | serie            | serie             | serie             | idé           | serie         |
| Operatör                         | NSB           | ÖBB              | Amtrak/Septa/Marc | SEPTA o NJT       | (ej tillv)    | RAI           |
| Tillverkningsår                  | 1977–1984     | 1971–1974        | 1978–19xx         | 1990–1996         | (ej tillv)    | 1981–19xx     |
| Antal tillverkade (total 133 st) | 17 st         | 10 st            | 65 st             | 33 st             | 0 st          | 8 st          |
| Tillv el del                     | Asea          | Asea             | Asea              | ABB               | ---           | ⇒ Asea        |
| Tillv mek del                    | (1)           | SGP              | GM                | GM/Budd/Hägglunds | ---           | SGP           |
| Axelarrangemang                  | Bo-Bo         | Bo-Bo            | Bo-Bo             | Bo-Bo             | Bo-Bo         | Bo-Bo         |
| Vikt                             | 80,0 t        | 77 resp 83 t     | 91,7 t            | 92,5 t            | (okänd)       | 80,0 t        |
| Största tillåtna axellast        | 20,0 t        | 19,2 resp 20,8 t | 22,9 t            | 23,1 t            | (okänd)       | 20,0 t        |
| Max dragkraft                    | (okänd)       | (okänd)          | 235 kN            | 230 kN            | (okänd)       | 310 kN        |
| Största tillåtna hastighet       | 140 km/h      | 135 km/h         | 201 km/h          | 201 km/h          | (okänd)       | 100 km/h      |
| Korg                             |               |                  |                   |                   |               |               |
| Lös                              | 15 520 mm     | 15 580 mm        | 15 700 mm         | 15 590 mm         | 15 590 mm     | (okänd)       |
| Boggiavstånd                     | 7 700 mm      | (okänd)          | (okänd)           | 7 800 mm          | 7 800 mm      | (okänd)       |
| Höjd fälld strömavtagare         | (okänd)       | (okänd)          | 4 270 mm          | 4 510 mm          | 4 510 mm      | (okänd)       |
| Korgbredd                        | (okänd)       | (okänd)          | 3 048 mm          | 3 100 mm          | (okänd)       | (okänd)       |
| Koppeltyp                        | skruvkoppel   | skruvkoppel      | centralkoppel     | centralkoppel     | centralkoppel | centralkoppel |
| Utvändig yta                     | korrugerad    | korrugerad       | korrugerad        | korrugerad        | korrugerad    | korrugerad    |
| Utvändig färg                    | orange        | orange           | orange            | silver/svart      | ---           | orange        |
| Boggier                          |               |                  |                   |                   |               |               |
| Spårvidd                         | 1 435 mm      | 1 435 mm         | 1 435 mm          | 1 435 mm          | 1 435 mm      | 1 435 mm      |
| Axelavstånd                      | 2 700 mm      | (okänd)          | (okänd)           | 2 760 mm          | (okänd)       | (okänd)       |
| Hjuldiameter                     | 1 300 mm      | 1 300 mm         | 1 300 mm          | 1 300 mm          | 1 300 mm      | 1 250 mm      |
| Primärfjädring                   | gummikudde    | gummikudde       | gummikudde        | gummikudde        | gummikudde    | gummikudde    |
| Sekundärfjädring                 | skruv         | skruv            | skruv             | skruv             | skruv         | skruv         |
| Broms                            | skiv-/elbroms | skiv-/elbroms    | skiv-/elbroms     | skiv-/elbroms     | Blockbroms    | skiv-/elbroms |
| Boggivikt                        | (okänd)       | (okänd)          | (okänd)           | (okänd)           | (okänd)       | (okänd)       |
| Min horisontell kurvradie        | (okänd)       | (okänd)          | (okänd)           | (okänd)           | (okänd)       | (okänd)       |
| Elektrisk utrustning             |               |                  |                   |                   |               |               |
| Kontaktledningsspänning          | 15 kV         | 15 kV            | 11,0/12,5/25,0 kV | 11,0/12,5/25,0 kV | (okänd)       | 25,0 kV       |
| Kontaktledningsfrekvens          | 16 2/3 Hz     | 16 2/3 Hz        | 25 o 60 Hz        | 25 o 60 Hz        | (okänd)       | 50 Hz         |
| Max kontinuerlig effekt          | 4,40 MW       | (okänd)          | 4,25 MW           | (okänd)           | (okänd)       | 3,60 MW       |
| Drivmotorbeteckning              | LJH 108-4     | LJH 108-4        | LJH 108-5         | (okänd)           | (okänd)       | (okänd)       |
| Max tågvärmeeffekt               | (okänd)       | (okänd)          | 650 kVA           | (okänd)           | (okänd)       | (okänd)       |

(1)= Strömmens/Thune, Nohab, HamJern samt Ameco

## Underhåll/modernisering
Eftersom Rc-loken är utrustade med tyristorstyrda likströmsmotorer, som kräver mer underhåll än asynkronmotorer (det vill säga växelströmsmotorer av induktionstyp), behövs omfattande underhåll med jämna mellanrum. Lättare underhåll görs allt som oftast hos de olika operatörernas egna lokdepåer, medan många tyngre jobb görs på Euromaints centralverkstad i Örebro där mycket specialkompetens inom Rc finns och hit kommer många Rc-lok för revisioner, men även ABB i Västerås samt Midwaggon i Ånge gör revisioner på Rc-lok.
En revision innebär att loket demonteras ner till grunden. Alla delar ses över och rengörs och trasiga delar ersätts med nya. Loket lackas utvändigt om i gällande färgschema. När loket är färdigt är det i så gott som nyskick och får sedan gå tillbaka till operatören. Om det i samband med revisionen gjorts ombyggnader/omkonstruktioner utförs även en del tester innan loket åter sätts i trafik.
En modernisering som pågick åren 2009-2014 av Green Cargos Rc2-lok till Rd2-standard, gjordes hos Bombardier Transportation i Västerås. Första Rd2-loket stod klart under 2009. Moderniseringen av Rc2- till Rd2-loket är omfattande. Nya moderna, energisnåla och kraftfulla omriktare som ersätter de äldre omformarna, ny kompressor. Heldatoriserat övervakningssystem/felindikeringssystem med digitaliserade instrument av betydligt mer avancerad och modernare typ än FIS i Rc6. Ny typ av toppstrålkastare av xenontyp. Klimatanläggningsutrustning. Loket görs även multipelkörbart med Traxx/Re-loken samt Td-loken (upprustade T44-diesellok i samma utformning som Rd). Rd2-loken förbereds även för det kommande signalsystemet ERTMS samt får en uppdaterad variant av Green Cargos gröna färgprofil. De Rd2-lok som utrustats med ERTMS har fått littera Rde. Även Green Cargos Rc3 som tidigare användes för posttågen har växlats ner till 135 km/h och moderniserats till Rd2. För att ersätta dem i posttågen har ett antal Rc4-lok växlats upp till 160 km/h och då fått littera Rc4P.
SJ AB har testupprustat två Rc6-lok med ERMTS-utrustning för körningar på Botniabanan. Bland annat för att testa hur fordonen beter sig med det nya signalsystemet samt hur samspelet till ATC fungerar. Loken har delvis fått datoriserade förarpaneler. De drar hösten 2010 nattågen till övre Norrland som börjat gå via Mellansel-Örnsköldsvik-Umeå. Lokbyte mot vanliga Rc måste då ske i Mellansel och Umeå.